# آرثر جاردنر
آرثر جاردنر (بالإنجليزية: Arthur Gardner)‏ (و. 1910 – 2014 م) هو ممثل، ومنتج أفلام، وممثل أفلام، من الولايات المتحدة الأمريكية، ولد في مارينيت، توفي في بيفرلي هيلز كاليفورنيا، عن عمر يناهز 104 عاماً.

## وصلات خارجية
- آرثر جاردنر على موقع IMDb (الإنجليزية)
- آرثر جاردنر على موقع ألو سيني (الفرنسية)
- آرثر جاردنر على موقع أول موفي (الإنجليزية)
- آرثر جاردنر على موقع قاعدة بيانات الأفلام السويدية (السويدية)
- آرثر جاردنر على موقع قاعدة بيانات الفيلم (الإنجليزية)
- آرثر جاردنر على موقع كينوبويسك (الروسية)